# Leidener Flasche

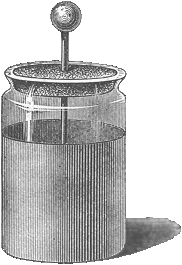
Leidener Flasche

Die Leidener Flasche, auch Kleistsche Flasche, Kondensationsflasche oder Flaschenkondensator ist eine frühe historische Bauform eines elektrischen Kondensators. Der Aufbau besteht aus einem Glasgefäß, beispielsweise einer Flasche, an welchem auf der Innen- und Außenseite voneinander elektrisch isolierte Metallbeläge, beispielsweise zwei Metallfolien, angebracht sind. Das Glas stellt den Isolator zwischen den beiden Metallbelägen dar, die beiden Metallbeläge sind die Elektroden eines Kondensators. 
Durch den Aufbau und die verwendeten Materialien wie Glas oder Keramik mit hoher Durchschlagsfestigkeit besitzen Leidener Flaschen im Regelfall eine hohe Spannungsfestigkeit, die bis in den Bereich der Hochspannung geht. Da das zur Verfügung stehende Volumen der Flasche dabei nur unzureichend ausgenutzt wird, ist die elektrische Kapazität im Vergleich zu heute üblichen Kondensatorbauformen wie den Keramikkondensatoren oder Folienkondensatoren nur gering.
Leidener Flaschen sind durch im Aufbau optimierte Bauformen abgelöst und haben in der Praxis keine wesentliche Bedeutung mehr. Jedoch werden sie wegen der Einfachheit im Aufbau als didaktisches Demonstrationsobjekt im Bereich der Ausbildung eingesetzt, ebenso bei Nachbauten von historischen elektrischen Geräten.

## Geschichte
Das Prinzip der Leidener Flasche wurde unabhängig voneinander am 11. Oktober 1745 von dem Domdechanten Ewald Georg von Kleist in Cammin (Pommern) und 1746 von dem Physiker Pieter van Musschenbroek in der Stadt Leiden erfunden, als sie bei Laborversuchen mit entsprechenden Anordnungen von Gläsern und Metallteilen elektrische Stromschläge erhielten.
Von verschiedenen Dokumenten wird auch Andreas Cunaeus (1712–1788) als Miterfinder und Freund Pieter van Musschenbroek erwähnt, andere setzen Musschenbroek durch den in Klammern angehängten Namen Cunaeus fälschlich mit diesem gleich.

## Aufbau

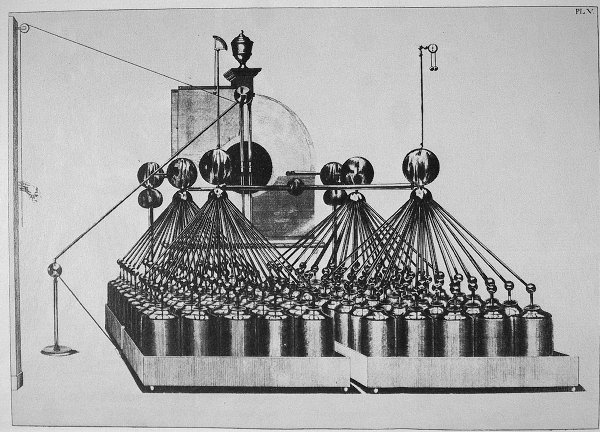
Batterie von Leidener Flaschen
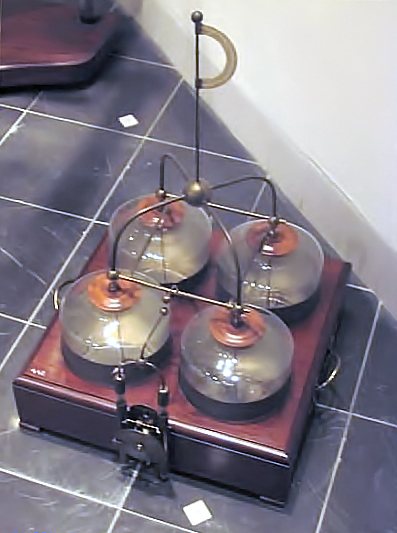
Vier Leidener Flaschen im Museum Boerhaave, Leiden
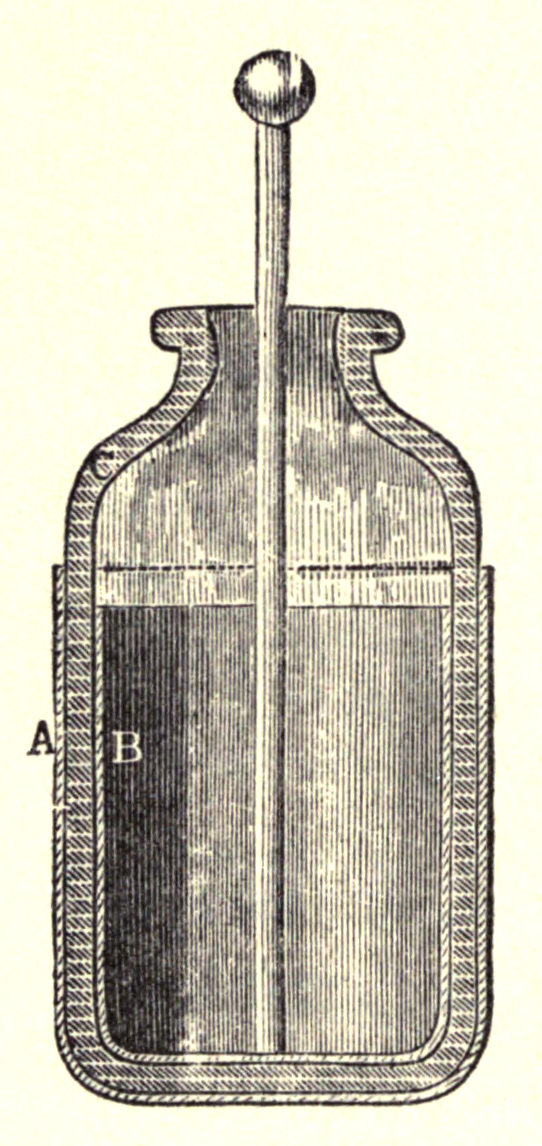
Aufbau einer Leidener Flasche
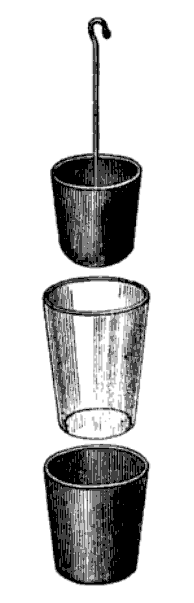
Zerlegbare Leidener Flasche

Kleist hatte bei Experimenten einen Nagel in eine wassergefüllte Flasche gesteckt und an eine Elektrisiermaschine angeschlossen. Beim späteren Herausziehen des Nagels erhielt er einen kräftigen elektrischen Schlag. Musschenbroek machte eine ähnliche Erfahrung. Verschiedene Gelehrte wiederholten den Versuch und variierten die Anordnung. Johann Heinrich Winckler verlegte den Leiter von der Mitte an die Innenwand der Flasche, umgab sie mit einer Ummantelung aus Metall und experimentierte mit verschiedenen Flüssigkeiten wie Wasser, geschmolzener Butter und Wein. Ihre endgültige Form erhielt die Leidener Flasche 1748 durch die beiden Londoner Ärzte William Watson und John Bevis. Sie verzichteten beide auf die Flüssigkeit und verkleideten die Flaschenwände innen und außen mit Zinnfolie, dem sogenannten Stanniol. Der Danziger Physiker Daniel Gralath der Ältere verband erstmals mehrere Leidener Flaschen zu einer Batterie und konnte so die Wirkung durch die Parallelschaltung erhöhen.

## Erste Anwendungen
Bei den im 18. und bis Anfang des 19. Jahrhunderts beliebten öffentlichen Demonstrationen der Elektrizität wurde auch der Kleistsche Stoß oder Erschütterungsschlag vorgeführt, bei dem einer Menschenkette ein Schlag aus einer Leidener Flasche versetzt wurde, wodurch die Versuchspersonen in Zuckungen verfielen. Georg Christoph Lichtenberg schrieb in einem Physiklehrbuch dazu:

„Zu Paris glaubte man vor einigen Jahren gefunden zu haben, dass der Stoß immer bey ‚frigidis et impotentibus‘ aufhöre. Der Graf von Artois, der davon hörte, berief dazu die Castraten der Oper; und man fand die Beobachtung falsch. Auf diese Weise ist die Elektrisiermaschine um die Ehre gekommen, dereinst als ein nützliches Instrument in den Versammlungs-Sälen der Consistorien und Ehegerichte zu prangen.“

Diese Versuche blieben auch beliebt, nachdem 1750 der Nürnberger Mathematiklehrer Johann Gabriel Doppelmayr durch den Schlag einer Leidener Flasche gestorben war.

## Physikalisches
Eine Leidener Flasche stellt eine Bauform eines elektrischen Kondensators dar. In Form einer Flasche entspricht diese Bauform in guter Näherung einem Zylinderkondensator, die Berechnung der elektrischen Kapazität erfolgt daher wie bei einem Zylinderkondensator. Alternativ kann der konkrete Kapazitätswert einer Leidener Flasche mit einer Wechselspannungsbrücke messtechnisch ermittelt werden.
Die elektrische Kapazität beträgt bei typischen und dem historischen Aufbauten nachempfundenen Leidener Flaschen in der Größe einer handelsüblichen Glasflasche und mit elektrolytisch aufgebrachten Kupferüberzügen ca. 10 nF bis 100 nF.

## Gefahrenhinweis
Durch den Aufbau bedingt weisen Leidener Flaschen nur einen sehr geringen äquivalenten Serienwiderstand (ESR) auf und können bei Kurzschluss im geladenen Zustand kurzzeitig hohe Stromimpulse abgeben. Sind Leidener Flaschen auf hohe Spannung aufgeladen, kann die gleichzeitige Berührung der beiden Metallelektroden zu einem Stromunfall führen.
Beim Zerlegen einer Leidener Flasche in ihre Einzelteile muss beachtet werden, dass die Ladung teilweise im Glaskörper gespeichert bleibt. Dieser Effekt hängt unter anderem von dem Isoliermaterial ab. Nach dem Zusammenbau erscheint die Ladung wieder auf den Elektroden und kann zu einem Stromschlag führen. Ebenso kann eine Leidener Flasche einige Zeit nach dem Entladen als Folge der dielektrischen Absorption wieder Ladung aufweisen.
Größere bzw. parallelgeschaltete Leidener Flaschen sollten daher so wie Leistungskondensatoren nach deren Sicherheitsregeln gehandhabt werden: nach Verwendung kurzschließen oder über einen Entladewiderstand entladen und bei Lagerung oder Transport die beiden Elektroden kurzschließen, um eine ungewollte Aufladung zufolge der dielektrischen Absorption zu vermeiden.